# ليالي تالاديجا: قصة ريكي بوبي (فلم)
فيلم تالاديجا الليالي: القصة من ريكي بوبي (بالإنجليزيةTalladega Nights: The Ballad of Ricky Bobby) هي فيلم أمريكي من نوع سباق سيارات ناسكار وكوميديا، أنتجت الفيلم سنة 2006م، من إخراج آدم ماكاي وبطولة كل من ويل فيرل وجون ك. رايلي والممثل الإنجليزي الكوميدي ساشا بارون كوهين في دور المنافس الفرنسي.
تدور القصة حول منافسة أفضل سباق في بطولة ناسكارا الأمريكية الشهيرة، والتي تنتهي القصة بفوز البطل الأمريكي.

## بوكس أوفيس الأسبوعية

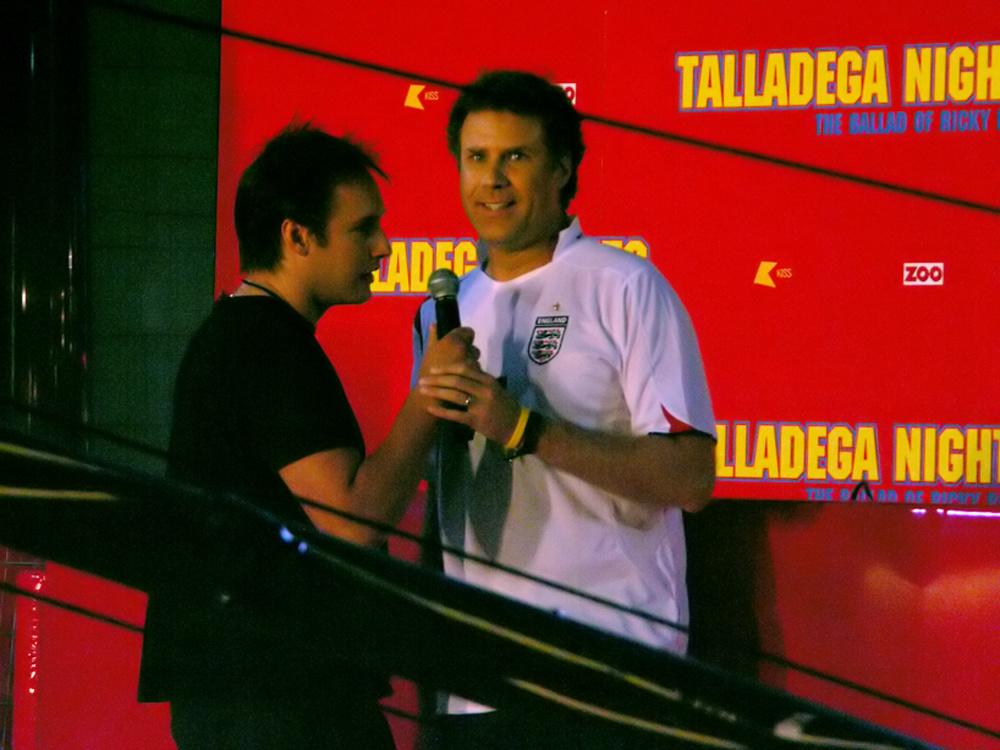
فيريل في 12 سبتمبر 2006 خلال العرض الأول للفيلم تالاديجا الليالي.

ربحت الفيلم الأمريكي مبلغ 47,042,215 مليون دولار، ويعتبر من أفضل الأفلام الأمريكية سنة 2006.

## وصلات خارجية
- الموقع الرسمي
- مقالات تستعمل روابط فنية بلا صلة مع ويكي بيانات